# Красноногая кассина
Красноногая кассина (лат. Kassina maculata) — вид лягушек из семейства прыгуньи (лат. Hyperoliidae).
Общая длина достигает 6—7,2 см. Наблюдается половой диморфизм: самки крупнее самцов. Тело мешковатое с вытянутой мордой и выпуклыми глазами. У самцов развит складчатый горловой мешок. Общий тон окраски спины золотисто-коричневый с рисунком и тёмно-коричневых пятен разного размера и формы с золотистой окантовкой. Под мышками расположены небольшие оранжево-красные пятна, внутренняя сторона бёдер — оранжевая, что является отличительной чертой этого вида.
Любит саванны с влажностью 60—90 %. Ведёт наземный образ жизни, скрываясь под корягами и закапываясь в грунт на 2—3 летних жарких месяца. Активна ночью. Питается беспозвоночными, сверчками, кузнечиками, мотыльками.
Спаривание начинается с сезона дождей. Размножается в глубоких временных водоёмах и прудах. Самка откладывает до 200 яиц.
Обитает вдоль побережья южной и восточной Африки от Кении до Южной Африки. Встречается также в Малави и Зимбабве.